# Лепсари (присілок)
Лепсари (рос. Лепсари) — присілок у Всеволожському районі Ленінградської області Російської Федерації.
Населення становить 69 осіб. Належить до муніципального утворення Романовське сільське поселення.

## Історія
Від 1 серпня 1927 року належить до Ленінградської області.

## Населення
| 1838 | 1848 | 1862 | 1896 | 1926 | 1939 | 1997 |
| ---- | ---- | ---- | ---- | ---- | ---- | ---- |
| 91   | ↘89  | ↗132 | ↗240 | ↗320 | ↘297 | ↘59  |
| 2002 | 2007 | 2010 | 2017 |      |      |      |
| ↘31  | ↗52  | ↗55  | ↗69  |      |      |      |